# Pinheiral
Pinheiral è un comune del Brasile nello Stato di Rio de Janeiro, parte della mesoregione del Sul Fluminense e della microregione della Vale do Paraíba Fluminense.
Costituisce un'unica conurbazione con le adiacenti Volta Redonda e Barra Mansa, che conta una popolazione di circa 450 000 abitanti.